# AO Agia Napa
AO Agia Napa (Grieks: Αθλητικός Όμιλος Αγία Νάπα, Athlitikos Omilos Ayias Napas) is een Cypriotische voetbalclub uit Agia Napa.
De club werd in 1990 opgericht na de fusie tussen APEAN (Podosfairiki Enosis Ayias Napas) en ENAN (Enosis Neon Ayias Napas). De club startte in de 3e klasse en promoveerde in 2001 naar de 2e klasse na het vicekampioen te zijn. In 2006 promoveerde de club voor de eerste keer in haar geschiedenis naar de hoogste klasse. In 2012 herhaalde de club dit. De club degradeerde direct weer maar promoveerde in 2014 opnieuw. Na twee seizoenen volgde een degradatie. 

## Erelijst
- Cypriotische tweede divisie: 2012, 2014

## Bekende (oud)-spelers
- Jatto Ceesay
- Hans Denissen
- Darren Maatsen

Achyronas · 
Agia Napa ·
ASIL Lysi ·
Akritas Chlorakas ·
Digenis Morfou ·
Digenis Ypsonas · 
ENAD Polis Chrysochous ·
Enosis Neon Paralimni ·
Ermis Aradippou ·
MEAP Nisou ·
Olympiakos Nicosia ·
Omonia 29is Maiou ·
Omonia Aradippou · 
PAEEK · 
Peyia 2014 FC ·
PO Xylotympou 2006 ·